# 額我略五世
教宗額我略五世（拉丁語：Gregorius PP. V；約972年—999年2月18日）本名卡林西亚的布鲁诺（德語：Bruno von Kärnten），於996年5月3日－999年2月或3月岀任教宗。其父为萨利安家族的克恩頓公爵奧托一世，外曾祖父是神聖羅馬皇帝奥托一世。布鲁诺曾是奥托三世的宫廷专职司鐸，若望十五世去世后，表弟奧托三世册立其为教宗。
政治上，額我略五世是奥托三世在罗马的代言人，任内赋予帝国境内的修道院许多特权。996年5月21日，額我略五世將奥托三世加冕为罗马帝国皇帝，加冕礼后，奥托以皇帝和教宗的名义召开宗教会议，会上恢复了阿努尔夫的兰斯總主教职位。此前，西法蘭克國王罗贝尔二世坚持拥有自行任命主教的权利，并无视血亲关系，执意和表妹伯莎结婚。基于此，額我略五世对其施以绝罚，迫使后者不得不放弃主教任命权以及离开伯莎。
997年，以克莱申提乌斯二世为首的皇帝反对派推选伊萬尼斯·菲臘加索斯为对立教宗，称“對立教宗若望十六世”，以此来对抗教宗和皇帝。奥托三世果断地平息了罗马的叛乱，若望十六世仓皇出逃，不久伊萬尼斯·菲臘加索斯被抓获并遭到酷刑：鼻子、耳朵和舌头被割；眼睛被弄瞎；手指被挑断，最后被监禁在德意志的富尔达修道院，死于1001年。克莱深提乌斯在圣天使城堡内自杀。
額我略五世在此后不久去世，葬于聖伯多祿大殿。继任者为吉柏特，即教宗思維二世。

## 譯名列表
- 額我略五世：天主教香港教區禮儀委員會：禧年專頁 （页面存档备份，存于）作額我略。
- 國瑞五世：香港天主教教區檔案　歷任教宗作國瑞。
- 格列高列五世：《大英簡明百科知識庫》2005年版[]作格列高列。
- 格雷戈里五世：《世界人名翻譯大辭典》1993年版作格雷戈里。
- 格列哥里五世：國立編譯舘作格列哥里。